# Wondai
Wondai (1 402 habitants) est une ville du sud-est du Queensland, en Australie à 241 kilomètres au nord-ouest de Brisbane sur la Bunya Highway
Le nom de la ville est d'origine aborigène mais son sens n'est pas connu.
Son économie repose sur l'agriculture.

## Référence
- Statistiques sur Wondai.